# Avant qu'elle parte
Singles de Sexion d'Assaut
Disque d'or
(2012) Ma direction
(2012)
Pistes de L'Apogée
10. J'suis pas dans le game 12. Rien de méchant
Avant qu'elle parte est une chanson du groupe de rap français Sexion d'Assaut sorti le 5 janvier 2012. Extrait de l'album studio L'Apogée, la chanson a été écrite par Adama Diallo, Alpha Diallo, Gandhi Djuna, Karim Fall, Karim Ballo, Bastien Vincent, Mamadou Baldé, Stan E, Wati-B produite par Wati B et Editer par Five copyright bank représenté par Akad Daroul. 
Le 22 avril, Avant qu'elle parte a été vendue à 114 179 exemplaires. Le clip vidéo sort le 14 mars 2012 sur le site de partage vidéo YouTube sur le compte de Sexion d'Assaut. Le titre a été récompensé par les Grands Prix de La Sacem et a été élu meilleure chanson francophone au NRJ Music Awards.

## Récompenses
| Année | Œuvre nommée        | Cérémonie             | Prix                                      | Résultat |
| ----- | ------------------- | --------------------- | ----------------------------------------- | -------- |
| 2012  | Avant qu'elle parte | Grand prix Sacem      | Prix Rolf Marbot de la chanson de l'année | Lauréat  |
| 2013  | Avant qu'elle parte | NRJ Music Awards 2013 | Chanson francophone de l'année            | Lauréat  |

## Liste des pistes
Promo - Digital spot musique
1. Avant qu'elle parte - 4:34

## Classements et certifications

### Classements par pays
| Classement (2012)                       | Meilleure position |
| --------------------------------------- | ------------------ |
| France (SNEP)                           | 3                  |
| Belgique (Wallonie Ultratop 50 Singles) | 1                  |
| Belgique (Flandre Ultratip 100)         | 57                 |
| Suisse (Schweizer Hitparade)            | 28                 |

### Certifications
| Région                                                                                                 | Certification | Ventes/Streams |
| --- | ------------- | -------------- |
| Belgique (BEA)                                                                                         | Or            | 15 000*        |
| France (SNEP)                                                                                          | Or            | 150 000*       |
| Suisse (IFPI)                                                                                          | Or            | 15 000x        |
| *Ventes selon la certification ^Mise en rayon selon la certification xNon précisé par la certification |               |                |